# Christian Leutloff

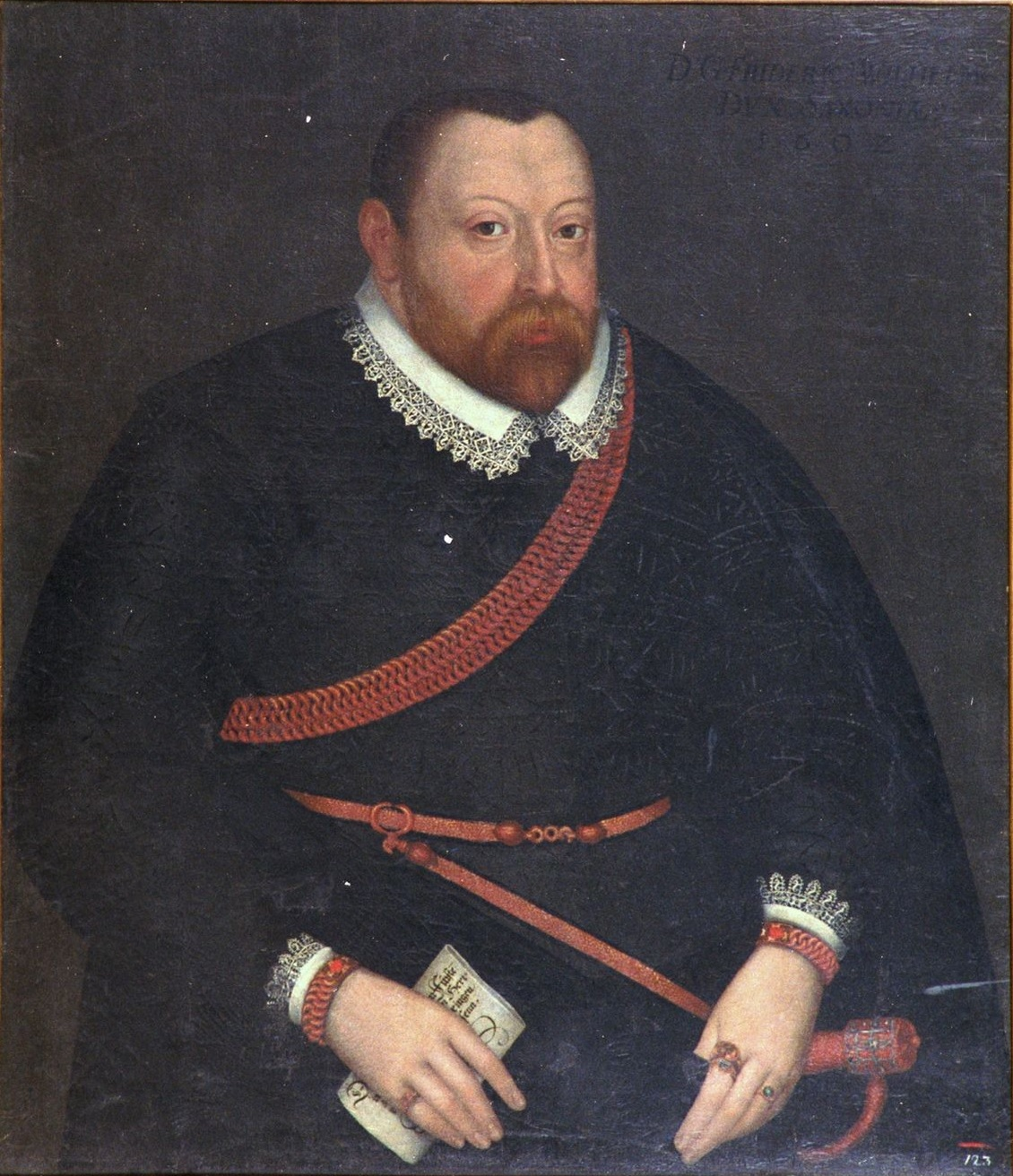
Friedrich Wilhelm I. von Sachsen-Weimar (1562–1602) von Christian Leutloff, beim Brand der Herzogin-Anna-Amalia-Bibliothek 2004 zerstört

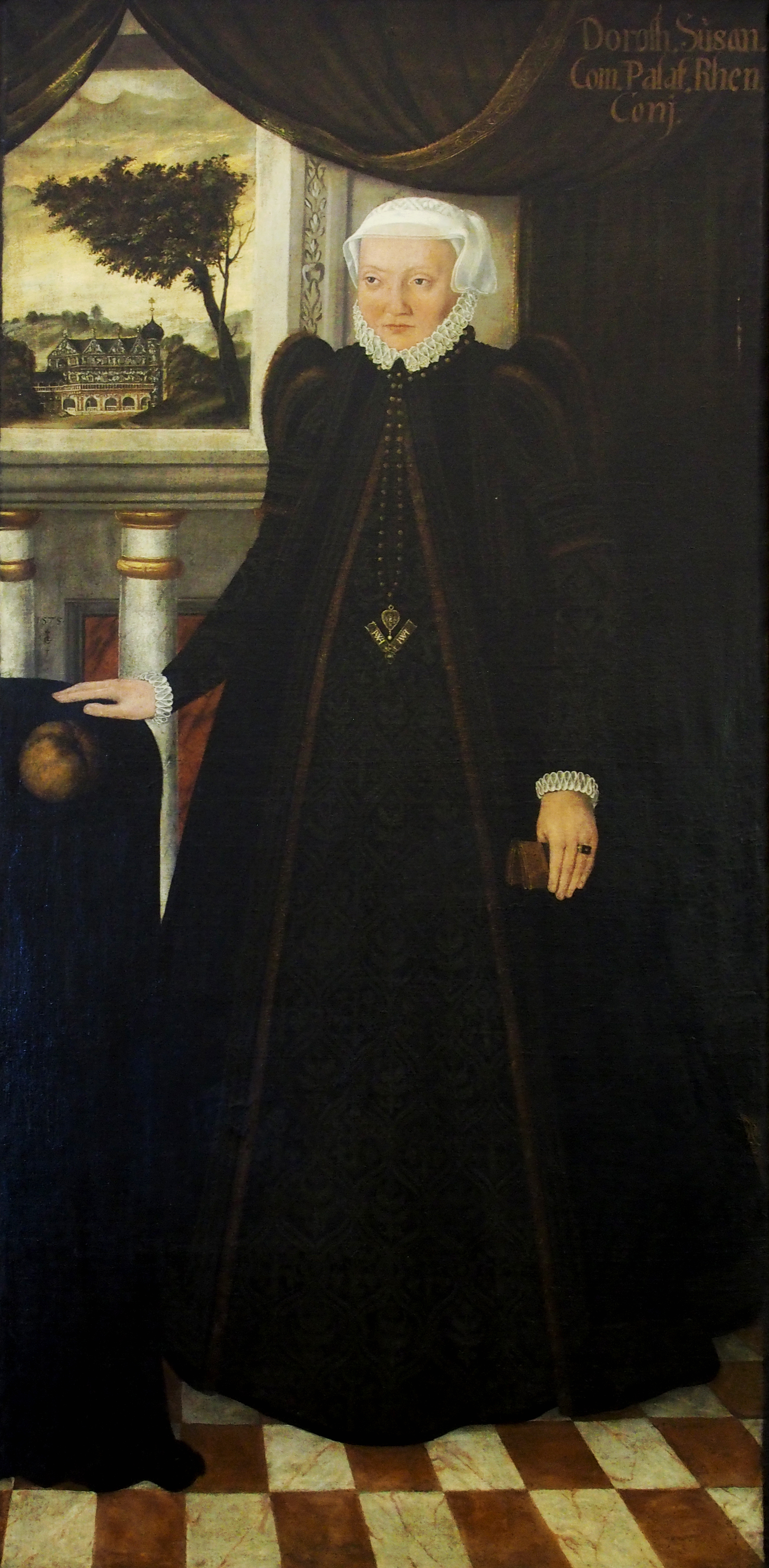
Anna Maria von Pfalz-Neuburg (1575–1643) von Christian Leutloff

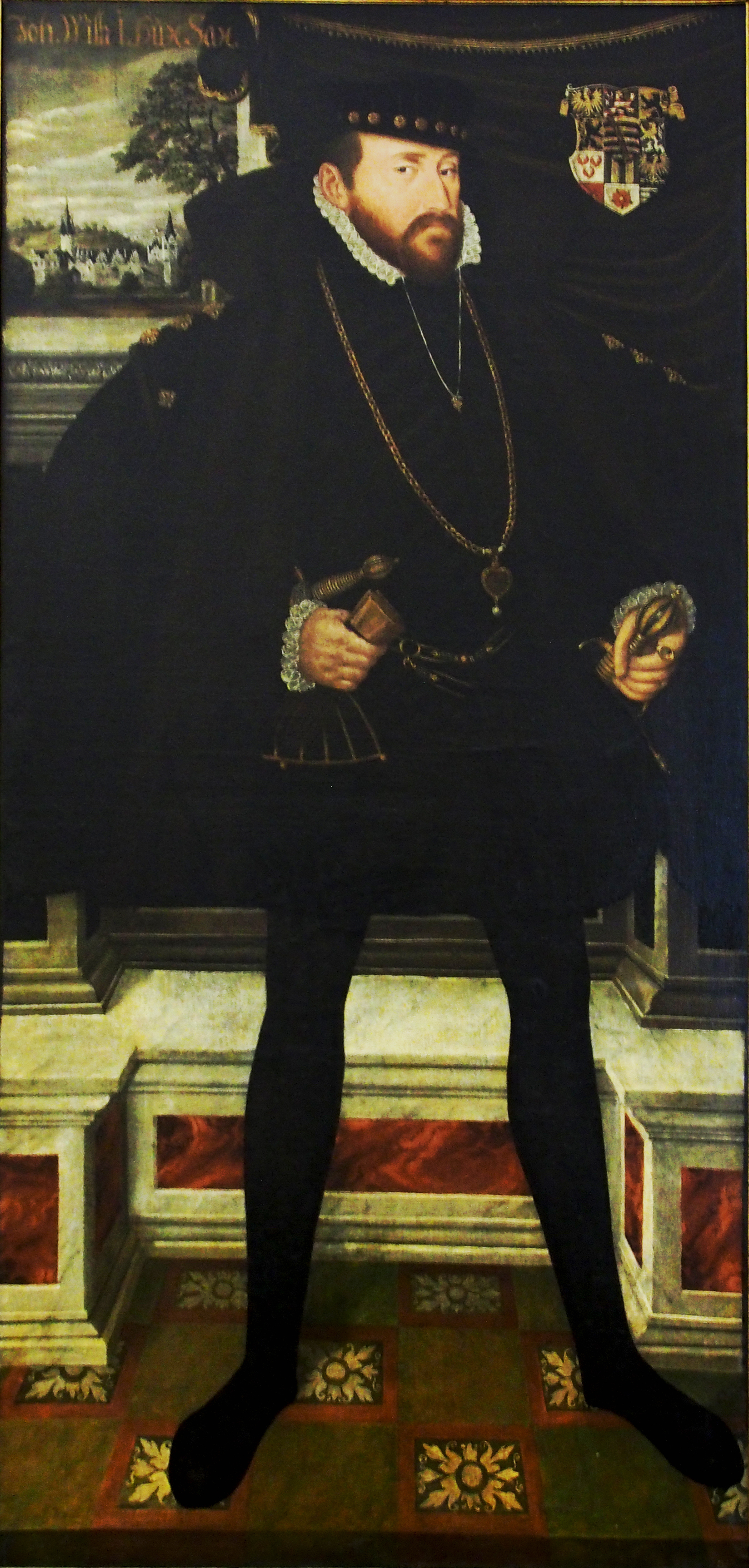
Friedrich Wilhelm I. von Sachsen-Weimar (Christian Leutloff 1575)

Christian Leutloff oder Christoph Leutloff bzw. Christoff Leutloff († 1607 in Weimar) war ein deutscher Maler und Restaurator und Hofmaler in Weimar. Von ihm sind Fürstenporträts überliefert, die sich im Besitz der Klassikstiftung Weimar befinden.

## Werk
Gesichert ist seine malerische Tätigkeit seit 1575. Eines seiner Bildnisse ist die herzogliche Familie um Wilhelm von Sachsen in Form eines dreiflüglichen Altars, der sich in Gotha befindet. Leutloff lebte seit 1581 dauerhaft in Weimar. Er signierte seine Werke mit „C.L.“, was im 19. Jahrhundert zu Verwechslungen mit Lucas Cranach dem Älteren führte.
Sein Porträt von der Dorothea Susanne von der Pfalz ist auch außerhalb der Darstellung der Fürstin bedeutsam, da es eine Ansicht der Westfassade des Grünen Schlosses zum Garten hin zeigt. Das Grüne Schloss ist der Vorgänger der Herzogin-Anna-Amalia-Bibliothek. Der Turm, ein Rest der Stadtbefestigung von Weimar, ist der Magazinturm der Bibliothek. Hierzu gibt Miriam von Gehren folgende Einschätzung: „Die Darstellung des Schlosses in dem Bildnis der Herzogin Dorothea von Christian Leutloff aus dem Jahre 1575 lässt als einzige Quelle eine vage Vermutung über Bildthemen der West- und Nordfassade sowie des Treppenturms zu.“
In seinem Portrait von 1575 ist über der Schulter des Herzogs Johann Wilhelm I. von Sachsen-Weimar der Hornstein, ein Vorgänger des Weimarer Stadtschlosses, dargestellt.
Im Schleswig, Landesmuseum für Kunst und Kulturgeschichte, Saal 4 befinden sich die Porträts von Hans Luther, dem Vater des Reformators Martin Luther, und von Margaretha Luther, der Mutter. Beide sind aller Wahrscheinlichkeit nach Kopien Leutloffs nach Lucas Cranach, dem Älteren.

## Werke (Auswahl)
- Porträt Hans Luther (Kopie nach Lucas Cranach, dem Älteren 1530), nach 1580
- Porträt Margaretha Luther (Kopie nach Lucas Cranach, dem Älteren 1530), nach 1580
- Porträt Dorothea Susanne von der Pfalz, 1575
- Porträt Johann Wilhelm (Sachsen-Weimar), 1575
- Porträt Anna Maria (Sachsen-Altenburg), 1592[9]
- Porträt Friedrich Wilhelm von Sachsen-Weimar (1562–1602), 1602 (Verlust)[10]